# 玻璃驾驶舱

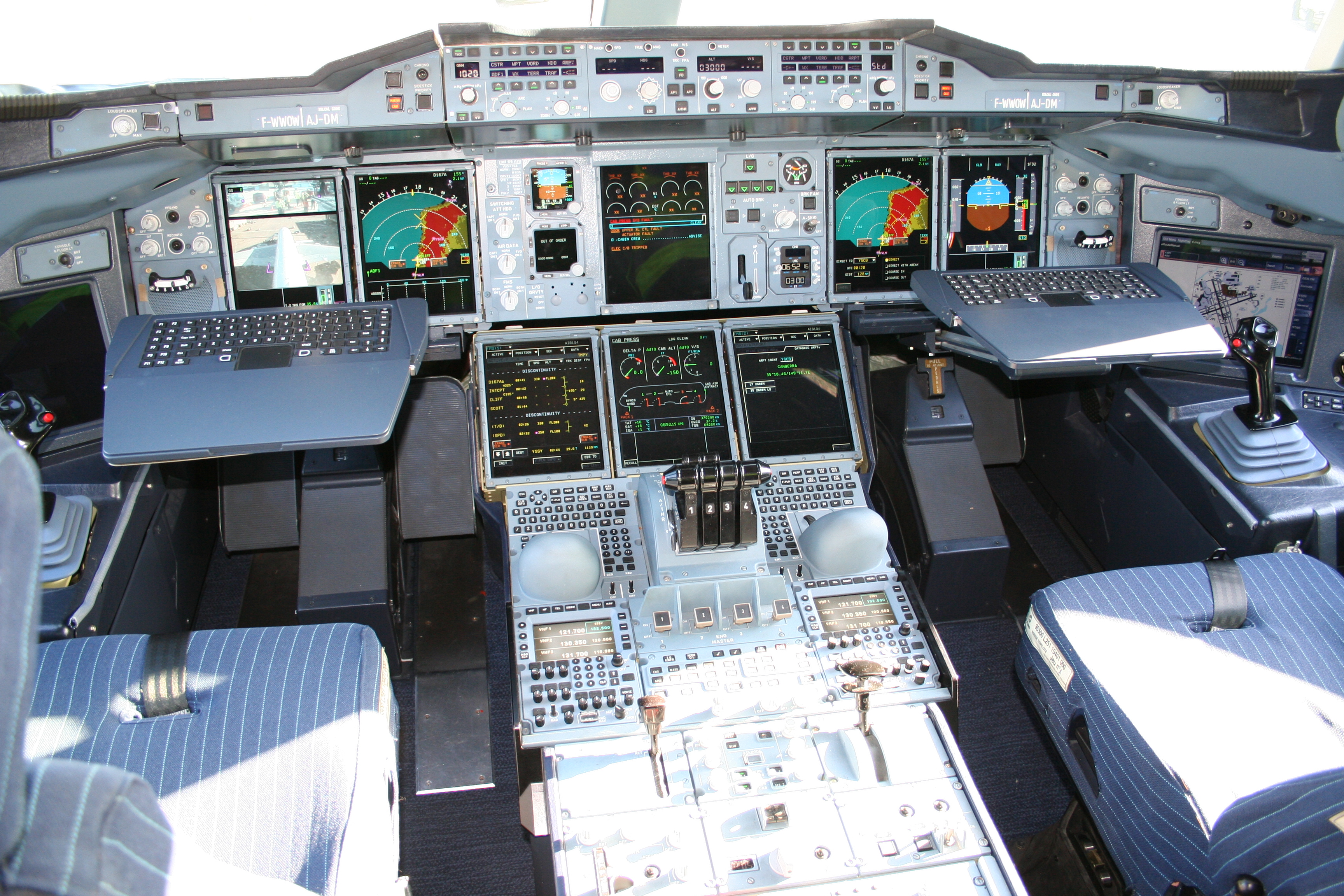
空客A380的玻璃驾驶舱，可以看到其抽拉式键盘及两侧的宽屏显示器

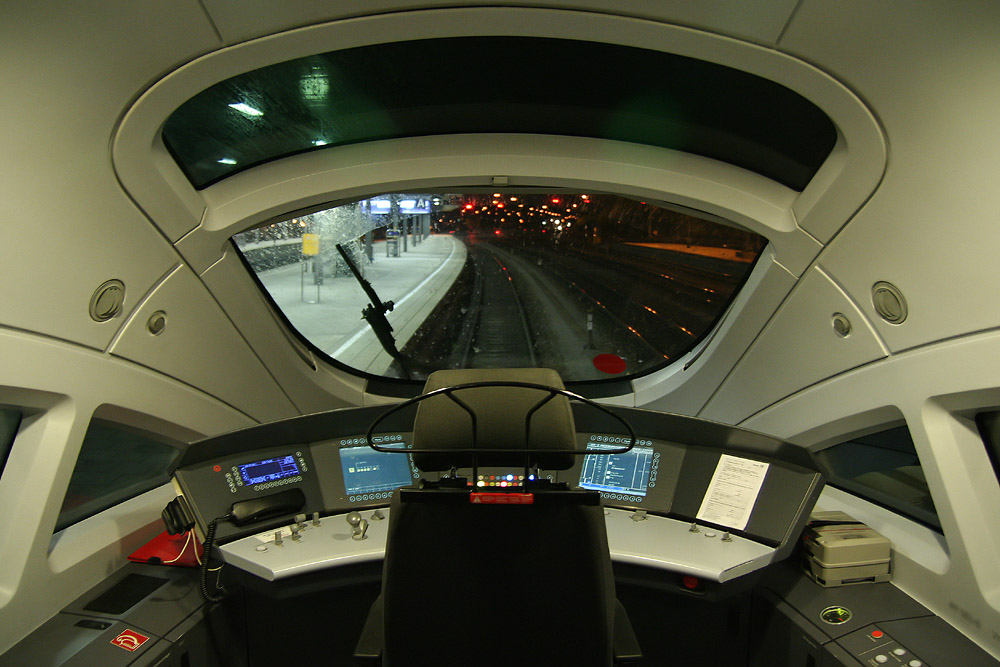
德國城際快車（ICE）的玻璃驾驶舱

玻璃驾驶舱（英語：glass cockpit）是指将航空器飞行仪表进行数字化综合显示（通常为液晶显示器）的飞机驾驶舱。与采用各种机械仪表的传统驾驶舱相比，玻璃驾驶舱的显示更为明确与直观。其使用飞行管理系统显示飞行信息，并能通过多功能显示器按需展现各种不同数据。这一技术简化了飞行员对飞机的操纵与导航，使得飞行员能够专注于最为相关的信息。同时该技术也受到航空公司的欢迎，因为使用玻璃驾驶舱后可以不再需要飞航工程师，从而降低了飞行成本。近些年来，小型飞机也开始普遍开始采用玻璃驾驶舱。
在飞机显示装置变得现代化的同时，为其采集数据的传感器也变得更为现代化。传统的陀螺仪被电子式的航向姿态基准系统（AHRS）与大气数据计算机（ADC）所取代，在增加可靠性的同时也降低了成本、简化了维护。此外，GPS接收器也被整合进了玻璃驾驶舱之中。
早期的玻璃驾驶舱（如麦道MD-80/90，波音737经典型、757、767-200/-300，ATR 42，ATR 72及空客A300-600、A310）仅使用电子飞行仪表系统（EFIS）显示姿态及导航信息，其他诸如空速、高度、垂直速率、引擎等信息则仍旧采用传统机械仪表显示。后来的玻璃驾驶舱（如波音737新世代、747-400、767-400、777，A320及以后的空客，伊尔-96，图-204）则为完全数字显示，仅保留了一些传统仪表用作EFIS显示失常时的备用显示。
除了航空器，在1990年代以後，鐵路列車及汽車也開始採用玻璃驾驶舱。